# And Then We Met Impero
And Then We Met Impero è il secondo EP del gruppo alternative rock italiano Meganoidi.

## Tracce
1. And – 2:16
2. Then – 7:58
3. We – 5:13
4. Met – 1:55
5. Impero – 8:05

## Formazione
- Davide Di Muzio - voce
- Mattia Cominotto - chitarra
- Luca Guercio - tromba e chitarra
- Riccardo Armeni - basso
- Fabrizio Sferrazza - sax e synth
- Saverio Malaspina - batteria